# Margarida Salema d'Oliveira Martins
Margarida Salema d'Oliveira Martins, née le 19 janvier 1954 à Lisbonne, est une femme politique portugaise.
Membre du Parti social-démocrate, elle siège à l'Assemblée de la République de 1980 à 1985 et au Parlement européen de 1989 à 1994.